# Twintigste treinkonvooi

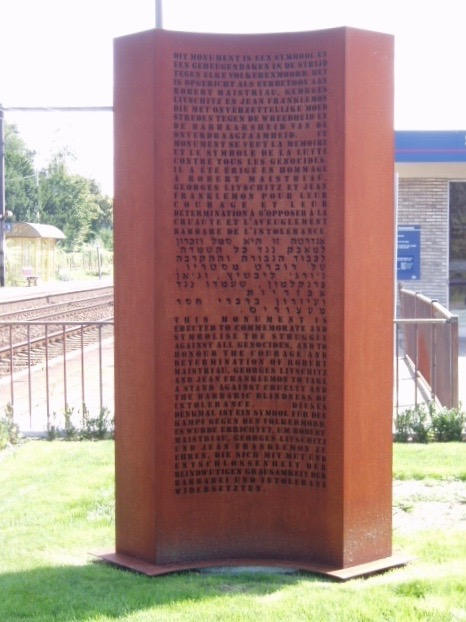
Het tweede standbeeld gemaakt ter nagedachtenis van de verzetsactie tegen het 20e Jodentransport. Locatie: treinstation Boortmeerbeek. Datum foto 29-8-2005.

Het XX-ste treinkonvooi was een treintransport in april 1943, tijdens de Tweede Wereldoorlog. Het transport bestond uit 1.631 Joodse gevangenen uit Kamp Mechelen in België, die werden weggevoerd naar het concentratiekamp Auschwitz. Drie jonge Belgische mannen dwongen de trein tussen Boortmeerbeek en Haacht tot stoppen, waardoor een aantal mensen konden ontsnappen. Het was de grootste actie om Joden uit een trein naar Auschwitz te redden en ook een van de weinige, buiten een dergelijke actie in Polen.

## Achtergrond
In 1940 woonden er in België circa 70.000 Joden, van wie 46% met treinen gedeporteerd werd via de Dossinkazerne in Mechelen, België, en 5034 via het Franse Kamp Drancy nabij Parijs. Het Reichssicherheitshauptamt (RSHA) in Berlijn regelde het vorderen van de treinen bij de Belgische spoorwegen. De chef van de Dossin-kazerne liet het transport ter plaatse organiseren en liet papieren konvooilijsten in drievoud opstellen. Eén konvooilijst was voor de politieofficier die het konvooi begeleidde, één was voor het kamp te Mechelen en een voor de BSD-dienst te Brussel. Doordat de transportlijsten van Kamp Mechelen volledig zijn bewaard gebleven kon een volledig overzicht van de gedeporteerden worden opgesteld. Vanaf de zomer van 1942 tot de zomer 1944 verlieten achtentwintig treinkonvooien de Dossinkazerne en brachten zo 25.257 Joden en 351 Roma naar Oost-Europa. Hun bestemming was meestal Auschwitz. Later bleek dat de NMBS de transporten gefactureerd had, en dat de facturen, ten belope van 51 miljoen frank (51 miljoen euro in 2023),  werden betaald door de Duitse bezetter.
Op 19 april 1943 vertrok het XX-ste konvooi met 1631 personen naar Duitsland. De oudste persoon  is 90 jaar, de jongste slechts 38 dagen. Het betrof een uitzonderlijk groot konvooi en het vervoer gebeurde voor de eerste maal met goederenwagons, waarbij de deuren werden vergrendeld met prikkeldraad. Bij vorige konvooien waren steeds derde klasse personenwagons gebruikt waardoor gedeporteerden makkelijk via de ramen konden ontvluchten. 

## De verzetsactie

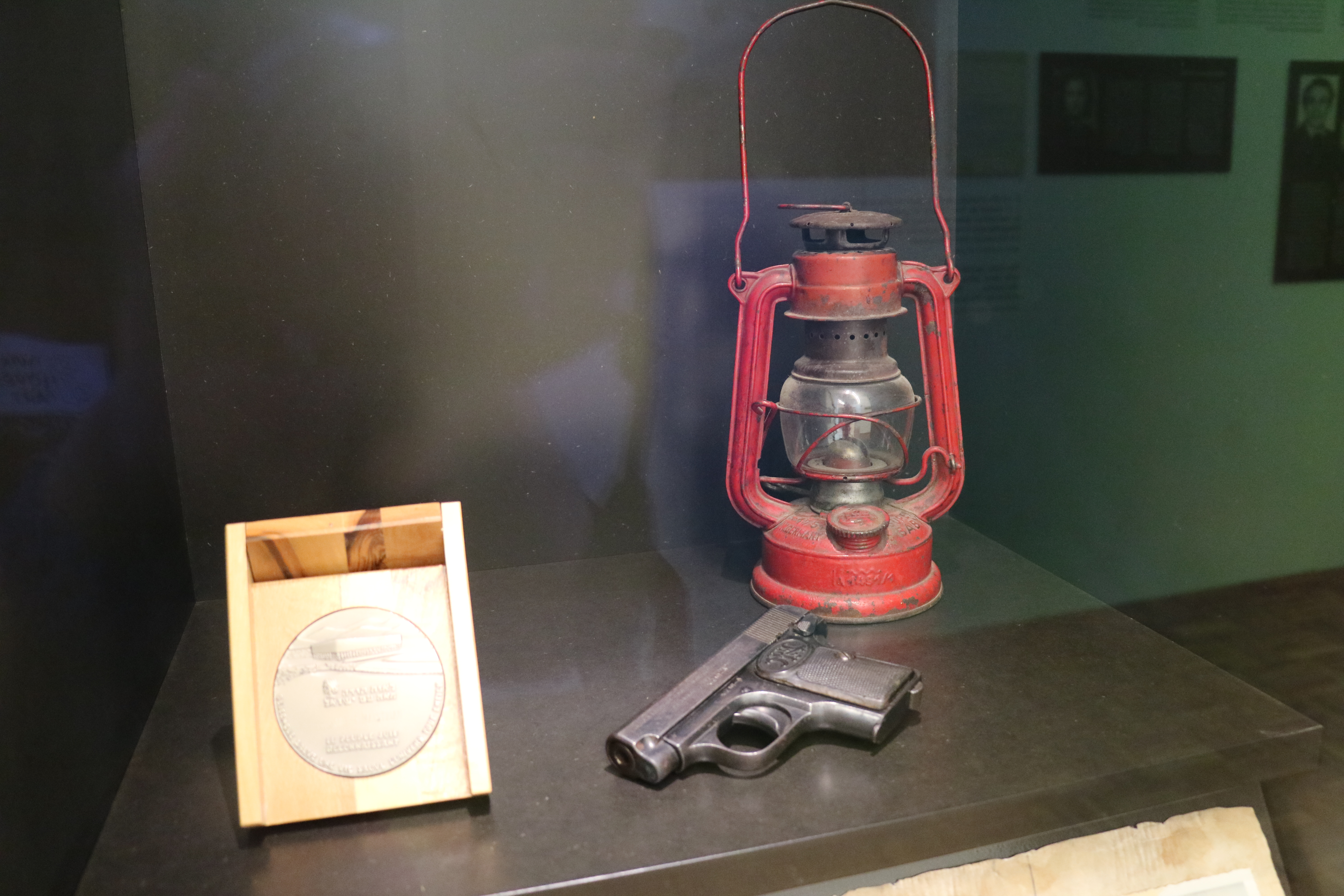
Het gebruikte pistool en lantaarn

Gewapend met enkel een revolver, een stormlamp, een kniptang en 50.000 frank om de vluchters te helpen gedurende hun vlucht, dwongen Youra Livchitz (Georges Livchitz), Robert Maistriau en Jean Franklemon, oud-klasgenoten van het Atheneum te Ukkel, de Jodentrein te stoppen op de spoorlijn Mechelen–Leuven tussen Boortmeerbeek en Haacht.  Het XX-ste konvooi werd begeleid door een commando van de Sicherheitspolizei dat speciaal uit Duitsland kwam. Het bestond uit één officier en vijftien manschappen. Ondanks deze bewaking slaagde Maistriau erin één treinwagon te openen waaruit zeventien ontsnapten.
Dankzij de schermutselingen die gedurende het hele traject over Belgisch grondgebied plaatsvonden, wisten uiteindelijk 236 gedeporteerden uit de trein te ontsnappen. 26 (of 23 ) werden ter plekke gedood, terwijl 92 werden meegenomen om later weer gedeporteerd te worden. 
Dankzij verzetacties die zowel binnenin als buiten de wagons van het XXste konvooi plaatsgrepen, konden 118 gevangenen aan de dood ontsnappen.
De jongste vluchteling was de elfjarige Simon Gronowski. Ook Regine Krochmal, een achttienjarige verpleegster uit het verzet, wist te ontvluchten. Met een broodmes zaagde ze de houten stangen door die voor een luchtopening waren aangebracht, waarna ze uit de rijdende trein sprong in de buurt van Haacht. Beiden hebben de oorlog overleefd. De machinist van de trein tussen Tienen en Tongeren, Albert Dumon, wist dat mensen probeerden te ontsnappen en vertraagde de snelheid van de trein om het springen minder gevaarlijk te maken.

## Richting Auschwitz
Op 22 april 1943 kwam de trein aan te Auschwitz. Tijdens de selectie werd aan slechts 521 personen een stamnummer toegekend: de mannen kregen de nummers 117.455 tot 117.730, de vrouwen 42.451 tot 42.695. Er waren voorts nog 10 kinderen. De overige 1031 gedeporteerden ( 879?) uit dit transport werden omgebracht in de gaskamer. Van degenen met een stamnummer zouden slechts 150 de oorlog overleven, waaronder 8 kinderen. Aan de hand van een telegram van 29 april 1943 van het Reichssicherheitshauptamt aan E. Ehlers, SS-Obersturmbannführer en chef van de Sipo-SD in België, kan men veronderstellen dat er moeilijkheden waren bij de aankomst van dit transport. De geruchten over de Endlösung hebben klaarblijkelijk weerstand en opstandigheid opgeroepen bij de gedeporteerden.

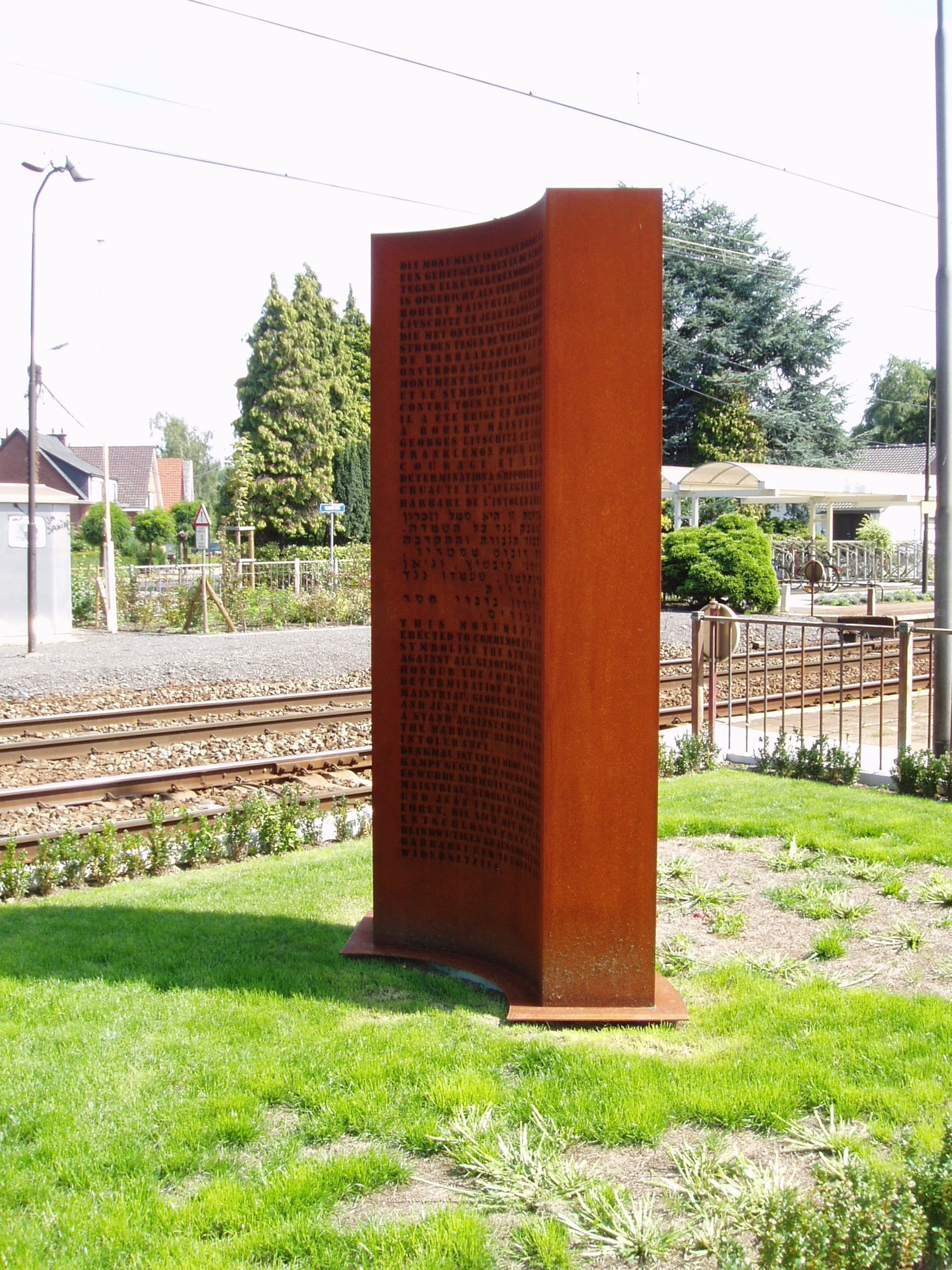
Datum foto 29-8-2005

Na het XX-ste konvooi werden de Jodentransporten versterkt met soldaten uit de wachtcompagnie van de dienst te Brussel die meegingen tot aan de Duitse grens.

## Terechtstelling
Youra Livschitz en zijn broer Alexander werden op 23 juni 1943 gearresteerd na verklikking. Ze kregen het doodvonnis, voltrokken op de Nationale Schietbaan (op resp. 17 en 10 februari 1944). Robert Maistriau en Jean Franklemon overleefden de oorlog.

## Monument
Ter nagedachtenis van de weerstandsactie werd in 1993 een gedenkplaat geplaatst in het station van Boortmeerbeek. In 2005 kwam daar een monument bij van beeldhouwer Etienne Desmet opgericht naast de overweg van het treinstation. Het monument kwam tot stand op initiatief van Maurice Tzwern en van het Joods Museum van Deportatie en Verzet te Mechelen. Fondsen kwamen van vrienden en instanties rond Maurice Tzwern, zoon van Hena Wasyng. Zij werd in Boortmeerbeek bevrijd uit het XXste transport. De Gentse beeldhouwer Etienne Desmet heeft een sobere zuil ontworpen van cortenstaal. De drie handen op de zuil zijn niet enkel een symbool van strijd tegen onverdraagzaamheid, discriminatie, geweld en marteling, maar ook van hoop en solidariteit. Het brengt in herinnering dat, louter om racistische redenen, over deze spoorlijn 25.257 Joden waaronder 5093 kinderen naar het concentratiekamp Auschwitz werden weggevoerd. Ook werden nog 351 Roma weggevoerd. Slechts 1205 personen keerden levend terug uit wat later in de geschiedenis van de 20e eeuw omschreven zou worden als de Holocaust. De dag van de weerstandsactie tegen het XX-ste konvooi is ook een symbolische dag omdat deze samenvalt met de opstand in het getto van Warschau, in Polen.
Het stalen monument werd later verplaatst naar het parkeerterrein naast het gemeentehuis verderop aan de Brouwersstraat, terwijl de gedenkplaat behouden bleef.

## Boeken en film
- In 2000 publiceerde de Duitse schrijfster Marion Schreiber het boek Stille Rebellen : Der Überfall auf den 20. Deportationszug nach Auschwitz. Dit is in het Nederlands vertaald door Jan Gielkens tot Stille rebellen, de overval op deportatietrein nr. 20 naar Auschwitz.
- In 2004 was er in de toenmalige reeks Histories op Canvas een documentaire van Johan Opdebeeck i.s.m. Histories. Productie: Turnkey N.V. en Eye2Eye Media in coproductie met VRT, RTBF en EO, met steun van Fonds Film in Vlaanderen en CoBO.
- De Belgische scenarist Kid Toussaint en zijn Spaanse tekenaar José Maria Beroy maakten er het stripverhaal Het Konvooi over.
- Marc Michiels en Mark Van den Wijngaert publiceerden in 2012 Het XXste transport naar Auschwitz, de ongelijke strijd op leven en dood.
- Herman Van Campenhout en Wouter Polspoel publiceerden in 2019 de jeugdroman Youra en het XXste konvooi bij uitgeverij Kramat.
- In '40-'45, Spektakel musical is een soortgelijke actie een van de gebeurtenissen naar het einde van het verhaal toe.